# 约翰·斯佩尔曼
约翰·丹尼斯·斯佩尔曼（英語：John Dennis Spellman，1926年12月29日—2018年1月16日）为美国共和党籍政治人物，于1981年至1985年间担任华盛顿州第十八任州长。而在此之前，斯佩尔曼曾于1969年至1981年间担任金县首任行政长官。
斯佩尔曼于1980年成功当选华盛顿州州长，而当时共和党在全国范围内皆获得了巨大胜利。不过由于在其任内华盛顿州经济受到80年代初期经济衰退的恶劣影响，斯佩尔曼未能在1984年成功连任。截至今日，斯佩尔曼为最后一位担任华盛顿州州长的共和党人。

## 早年生活和教育
斯佩尔出生于西雅图，其父斯特林·巴塞洛缪·“巴特”·斯佩尔曼（生于1895年，卒于1955年）为保险业高管，其母莱拉·A·斯佩尔曼（原姓库什曼，生于1895年，卒于1985年）为教师。斯佩尔曼是爱尔兰移民和英国清教徒移民的后裔，他的祖父丹尼斯·巴塞洛缪·“丹尼”·斯佩尔曼来自爱尔兰，早在1889年西雅图大火之前便已经来到此地定居，后成为了成功的管道承包商。他的外祖母则是第一批出生在俄勒冈领地并定居于布朗斯维尔镇的白人儿童。斯佩尔曼的父亲曾参加1917年玫瑰碗赛，在此次比赛中于俄勒冈大学队担任后卫，并最终击败了在赛前被人们普遍看好的宾夕法尼亚大学队，此后又在俄勒冈大学和华盛顿大学担任助理教练。
斯佩尔曼和他的妹妹玛丽在亨茨波因特与贝尔维尤的东部郊区长大，他的哥哥大卫·巴塞洛缪则死于朝鲜战争。斯佩尔曼在西雅图预科学校完成其高中教育并最终于1944年毕业。而就在同一年，斯佩尔曼参与了二战期间的商船学员计划并于美国海军服役。得益于《美国军人权利法案》提供的福利，斯佩尔曼得以先后在西雅图大学和乔治敦大学法律中心学习，并于1949年和1953年分别在这两所学校获得了商学学士和法律博士学位。而在西雅图大学学习西班牙语课程期间，斯佩尔曼结识了来自蒙大拿州哈佛的路易斯·伊丽莎白·墨菲（生于1926年，卒于2018年），两人最终于1954年结婚并育有六名子女，他们分别叫玛戈、巴特、大卫、杰弗里、特蕾莎以及凯特。

## 早期政治生涯
斯佩尔曼的政治生涯开始于他加入寻求改革的共和党进步派，随后他于1960年代初期担任律师期间成为了市公民服务委员会的成员。斯佩尔曼于1964年时曾尝试参选西雅图市长，但并未通过初选。而在同一年的晚些时候，斯佩尔曼参加了丹尼尔·J·埃文斯的州长竞选活动并助其最终当选。1967年，斯佩尔曼成功当选了金县委员会（总共三人）成员。之后由于金县在1968年通过投票批准实施了新地方自治宪章，该县设立了行政长官一职。之后斯佩尔曼于1969年在选举中击败了前州长阿尔伯特·罗塞利尼，成功当选该县第一任行政长官。
斯佩尔曼在新县政府架构的构建过程中起到了主导性作用。他先是整合了以前独立的各部门，并用绩效制取代了旧有的赞助制。此外斯佩尔曼还参与了國王巨蛋选址与建设的监督工作，并努力控制其预算的增长。國王巨蛋的建设旨在为西雅图海鹰队与西雅图水手队提供其第一个主场球场。之后斯佩尔曼分别在1973年和1977年两次成功连任金县行政长官一职。

## 州长生涯
斯佩尔曼于1976年首次参选华盛顿州州长，在开放式初选中成为了得票数最高的共和党人，不过在随后的决选中被民主党人迪克西·李·雷击败。之后斯佩尔曼于1980年再度参选州长，并在共和党初选中以微弱的优势击败了州议员杜安·贝伦松。而在决选中民主党的提名人为吉姆·麦克德莫特，他在民主党初选中击败了时任州长迪克西·李·雷，但斯佩尔曼在决选中乘着共和党在全国范围内得势的浪潮成功击败了麦克德莫特。
在斯佩尔曼任内，华盛顿州遭遇了严重的经济衰退，该州的失业率不断上升且政府的税收收入不断下降。虽然在解决税收下降问题中州议会存在着严重的分歧，但最终同意将华盛顿州的销售税率从5.5%提高到6.5%。而斯佩尔曼早在当选前曾承诺不再增加新税，但最终还是通过增收25亿美元新税的方式来解决行政资金短缺的燃眉之急。
斯佩尔曼最令人瞩目的政治立场莫过于他对环境保护承诺的坚持。为此斯佩尔曼顶着州议员和商业团体的压力否决了CB&I公司在霍特科姆县沿岸地区开展一项具有环境风险的开发项目，然而其否决最终遭州参议院推翻。不过他在之后又顶着公众压力成功阻止了一项穿过普吉特海湾的输油管道建设项目，以避免其可能对水道生态环境造成的潜在危害。
1983年9月，约翰·斯佩尔曼在联邦参议员亨利·杰克逊逝世后决定指派共和党籍的前州长丹尼尔·J·埃文斯填补这一开缺。虽然民主党抗议任命共和党人填补民主党人所空出的参议员席位，但这一行为并不违反当时的法律。不过由于法律规定在州长进行指派后必须尽快举行特别选举，因此仅在三周后便举行了特别选举的初选。
斯佩尔曼于1984年参选连任州长一职。在民主党初选中，皮尔斯县行政长官布思·加德纳击败了州参议员吉姆·麦克德莫特与州众议员约翰·约万诺维奇，随后进入决选与斯佩尔曼展开了激烈的竞逐。在11月份的决选中，加德纳成功击败了斯佩尔曼，此后再无共和党人担任华盛顿州州长一职。

## 卸任后
斯佩尔曼在1985年1月卸任后重返私人律师事务所，是西雅图卡尼·巴德利·斯佩尔曼律师事务所的合伙人。之后他曾于1990年与理查德·P·盖伊竞争华盛顿州最高法院法官一职，但最终落选。在2006年时，斯佩尔曼获得了由金县市政联盟颁发的詹姆斯·R·埃利斯地区领导奖。

## 逝世
斯佩尔曼于2017年12月27日不慎摔倒后造成了髋部骨折，最终于2018年1月16日上午在西雅图弗吉尼亚梅森医疗中心接受治疗时因肺炎去世，享年91岁。